# Cosmia bredemanni
Cosmia bredemanni är en fjärilsart som beskrevs av Warnecke 1933. Cosmia bredemanni ingår i släktet Cosmia och familjen nattflyn. Inga underarter finns listade i Catalogue of Life.